# Khánh Hiền
Khánh Hiền tên thật Bùi Thị Ngọc Hiền (sinh ngày 18 tháng 5 năm 1991) là một nữ diễn viên người Việt Nam. Bắt đầu sự nghiệp diễn xuất từ rất sớm, nhưng đến cuối năm 2015, cô nhanh chóng vụt sáng sau vai diễn chị Vinh trong bộ phim điện ảnh Tôi thấy hoa vàng trên cỏ xanh được chuyển thể từ bộ tiểu thuyết cùng tên của nhà văn Nguyễn Nhật Ánh, do Victor Vũ làm đạo diễn và biên kịch.

## Tiểu sử
Khánh Hiền sinh tại huyện Lộc Ninh, tỉnh Bình Phước. Gia đình cô đột ngột ly hôn từ năm cô 6 tuổi. Sau đó cô theo mẹ lên Sài Gòn sinh sống, còn hai anh ruột thì ở lại với bố. Khi mẹ kết hôn với dượng, gia đình Khánh Hiền có thêm hai đứa em nữa. Tuy nhiên cuộc hôn nhân của mẹ cũng không kéo dài được lâu vì dượng không thể san sẻ, hỗ trợ mẹ trong cuộc sống. Cô quyết định tự đi làm để kiếm tiền học và lo lắng thêm cho gia đình khi mới 13 tuổi. Do không có quần áo mặc đúng theo quy định, cô quyết định xin từ học ngay từ năm lớp 7 để tiếp tục đi kiếm tiền. Trong suốt thời gian này, cô đi bán bánh, khăn giấy ở quán cà phê sân vườn với mức lương 700 ngàn. Sau thời gian học phổ thông, cô ra Hà Nội và thi đỗ vào Trường Đại học Sân khấu - Điện ảnh Hà Nội nhưng không thể theo đuổi vì hoàn cảnh gia đình vẫn chưa thoát được nghèo khó. Cuối cùng, cô đi làm nhân viên tiếp thị trong siêu thị, làm PG trong vòng 3 năm cho đến ngày “bén duyên” với công việc diễn xuất.

## Sự nghiệp
Nhờ làm công việc PG, Khánh Hiền có cơ hội làm việc với nhiều người trong lĩnh vực sự kiện - nghệ thuật, cô bén duyên với việc đóng quảng cáo. Nhờ trau dồi và học hỏi với vai trò là người mẫu quảng cáo, diễn viên kịch tại sân khấu Idecaf, Khánh Hiền được giao những vai diễn lớn hơn. Mãi đến cuối năm 2014, cơ hội đã đến với cô gái này khi được casting vào vai chị Vinh - một vai diễn trong bộ phim Tôi thấy hoa vàng trên cỏ xanh của đạo diễn Victor Vũ. Sau thành công của bộ phim, Khánh Hiền được nhắc đến nhiều hơn và được nhiều báo chí săn đón. Cô được truyền thông ví như "Nàng ngọc nữ của màn ảnh Việt". Sau thành công của vai diễn này, Khánh Hiền được các nhà làm phim săn đón nhiều hơn. Cô quay trở lại với phim truyền hình thông qua vai chính đầu tay trong Bản sao nguy hiểm, bộ phim đánh dấu bước ngoặt lớn trong sự nghiệp diễn xuất của cô. Sau đó cô tiếp tục với dự án phim truyền hình Những đóa quân tử lan. Trước đó, cô cùng Trường Giang và Angela Phương Trinh hợp tác trong dự án điện ảnh Taxi, em tên gì?, đây là phim điện ảnh thứ hai của cô sau thành công của Tôi thấy hoa vàng trên cỏ xanh.

## Đời tư
Cô đã kết hôn với đạo diễn hình ảnh James Ngô và sinh một con trai.

## Các phim đã đóng

### Phim truyền hình
| Năm  | Tựa Phim                 | Vai diễn                   | Đạo diễn                        | Kênh   | Nguồn       |
| ---- | ------------------------ | -------------------------- | ------------------------------- | ------ | ----------- |
| 2010 | Đối mặt                  | Mai                        | Nguyễn Quang - Đăng Khoa        | HTV7   |             |
| 2010 | Phía sau ánh bình minh   | Mai                        | Vũ Xuân Hưng                    | HTV7   |             |
| 2012 | Hoa nắng                 | Vân                        | Đặng Minh Quang                 | VTV3   |             |
| 2012 | Chuyện tình làng hoa     | Thảo                       | Vĩnh Khương                     | HTV9   |             |
| 2012 | Hoa cúc xanh             | Mai                        | Nguyễn Anh Tuấn                 | HTV7   |             |
| 2012 | Đại gia không chồng      | Uyên                       | Lê Hồng Sơn - Nguyễn Ngọc Dương | ANTV   |             |
| 2013 | Sông dài                 | Bà Hạnh Hòa (lúc trẻ)      | Trương Dũng                     | VTV9   | [ 7 ] [ 8 ] |
| 2013 | Bình Tây Đại Nguyên Soái |                            | Phan Hoàng                      | HTV9   |             |
| 2013 | Ánh ban mai              | Bảo Nhi                    | NSƯT Đặng Tất Bình              | VTV9   |             |
| 2013 | Hồ sơ đen                |                            | Lâm Lê Dũng — Lý Tiểu Bình      | SCTV14 |             |
| 2014 | Lửa trên băng            | Hương                      | NSƯT Đặng Tất Bình              | HTV7   |             |
| 2014 | Cha rơi                  | Lượm                       | Nguyễn Phương Điền              | VTV9   | [ 9 ]       |
| 2014 | Lớp học một không hai    | Kim Su Su                  | Lê Khắc Hoài Nam                | VTV9   | [ 9 ]       |
| 2014 | Khung trời mơ ước        | Hoa Xuân                   | Tô Quốc Nam - Võ Thị Nhị Hà     | HTV9   |             |
| 2015 | Bản sao nguy hiểm        | Hướng Dương - Hạ My        | Lê Hoài Vũ                      | HTV9   |             |
| 2015 | Oan gia khó tránh        | Quyên                      | Nhật Trung                      | HTV9   |             |
| 2015 | Giọt lệ bên sông         | Mai                        | Hoàng Tuấn Cường                | THVL1  | [ 10 ]      |
| 2015 | Mắt lụa                  | Út Lượm                    | Nguyễn Phương Điền              | VTV9   | [ 11 ]      |
| 2015 | Mặn hơn muối             | Trúc                       | Nhâm Minh Hiền                  | HTV7   |             |
| 2016 | Trùm khỉ lạc giang hồ    | Xuân                       | Trần Hà Sơn                     | HTV7   |             |
| 2016 | Những đóa quân tử lan    | Quỳnh                      | Bùi Cường                       | SCTV14 | [ 4 ]       |
| 2016 | Khát vọng xanh           | Quyên                      | Nguyễn Thu                      | SCTV14 |             |
| 2016 | Gia tộc dậy sóng         | Thu Linh                   | Bùi Cường                       | SCTV14 |             |
| 2017 | Chuyện của Ren           | Liên Hoa (chị của Ren)     | Đinh Thái Thụy                  | HTV7   |             |
| 2017 | Em ơi anh đây mà         | Linh                       | Trần Bắc                        | SCTV14 |             |
| 2019 | Hoa cúc vàng trong bão   | Cúc                        | Nhâm Minh Hiền                  | VTV3   |             |
| 2020 | Lời nguyền lúc 0 giờ     | Ma con (ma xó) / Bích Châu | Quách Khoa Nam                  | THVL1  |             |
| 2020 | Người tình bố già        | Tầm Xuân (Gái Nhỏ)         | Nguyễn Anh Tuấn - Võ Hoàng Hiệp | SCTV14 |             |

### Phim điện ảnh
| Năm  | Tựa Phim                       | Vai diễn                      | Đạo diễn                   | Nguồn  |
| ---- | ------------------------------ | ----------------------------- | -------------------------- | ------ |
| 2015 | Tôi thấy hoa vàng trên cỏ xanh | Chị Vinh (người yêu chú Đàn)  | Victor Vũ                  | [ 12 ] |
| 2016 | Taxi, em tên gì?               | Hạ Mây (bạn gái Thượng Phong) | Đỗ Đức Thịnh               | [ 13 ] |
| 2017 | Có căn nhà nằm nghe nắng mưa   | Chi                           | Bình Nguyên - Mai Thế Hiệp |        |
| 2020 | Tôi là não cá vàng             | Huyền                         | Lê Hướng Nam               |        |

### Phim ngắn
| Năm  | Tựa Phim                    | Vai diễn   | Đạo diễn                   | Nguồn  |
| ---- | --------------------------- | ---------- | -------------------------- | ------ |
| 2013 | Người điên trong tình yêu   | Thu Vân    | Vũ Quốc Thắng (Holy Thắng) | [ 14 ] |
| 2014 | Có hẹn cùng cô đơn          | Khánh Hiền | Nguyễn Tấn Trực            |        |
| 2017 | Trời ơi! Mẹ tôi cũng selfie | Chị Ba     | Quang Huy                  |        |